# 上野登
上野 登（うえの のぼる、1926年7月3日 - 2014年2月2日）は、日本の地理学者（経済地理学）。

## 経歴
福岡県生まれ。1950年、九州大学経済学部卒業。
広島県立労働科学研究所、宮崎大学教育学部助教授、教授、1990年定年退官、名誉教授、九州共立大学経済学部教授。経済地理学会名誉会員、宮崎県山岳連盟会長、「土呂久・松尾鉱毒被害者を守る会」会長、アジア枇素ネットワーク代表、林野庁「綾の照葉樹林復元プロジェクト」署名、NGO「てるはの森の会」代表。
2014年2月2日、肺炎のため宮崎県宮崎市の病院で死去。87歳没。

## 著書
- 『経済地理学への道標』大明堂 1968
- 『地誌学の原点』大明堂 1972
- 『現代人のための風土論』大明堂 1975
- 『人類史の原風土』大明堂 1985
- 『続・人類史の原風土』大明堂 1992
- 『世界システムの経済地理』大明堂 1996
- 『変貌する世界像』大明堂 2000
- 『再生・照葉樹林回廊 森と人の共生の時代を先どる』鉱脈社 みやざき文庫 2004
- 『土呂久からアジアへ 広がる砒素汚染深まるネットワーク』鉱脈社 みやざき文庫 2006
- 『照葉樹林って何だろう? 森の復元と文化再生・綾からアジアへ』鉱脈社 みやざき文庫 2010
- 『世界史の地理的構造』八朔社 叢書ベリタス 2012